# Колбукаро (Мачерата)
Колбукаро (итал. Colbuccaro) насеље је у Италији у округу Мачерата, региону Марке.
Према процени из 2011. у насељу је живело 382 становника. Насеље се налази на надморској висини од 251 м.